# معروف البخیت
معروف البخیت (عربی: معروف البخيت؛ زادهٔ ۱۸ مارس ۱۹۴۷ – درگذشتهٔ ۷ اکتبر ۲۰۲۳) یک سیاست‌مدار اهل اردن بود.
او دو مرتبه از ۲۷ نوامبر ۲۰۰۵ تا ۲۵ نوامبر ۲۰۰۷ و از ۹ فوریه ۲۰۱۱ تا ۲۴ اکتبر ۲۰۱۱ نخست‌وزیر اردن بود.
معروف البخیت در ۷ اکتبر ۲۰۲۳، در سن ۷۶ سالگی درگذشت.